# 藤原定家自筆本源氏物語

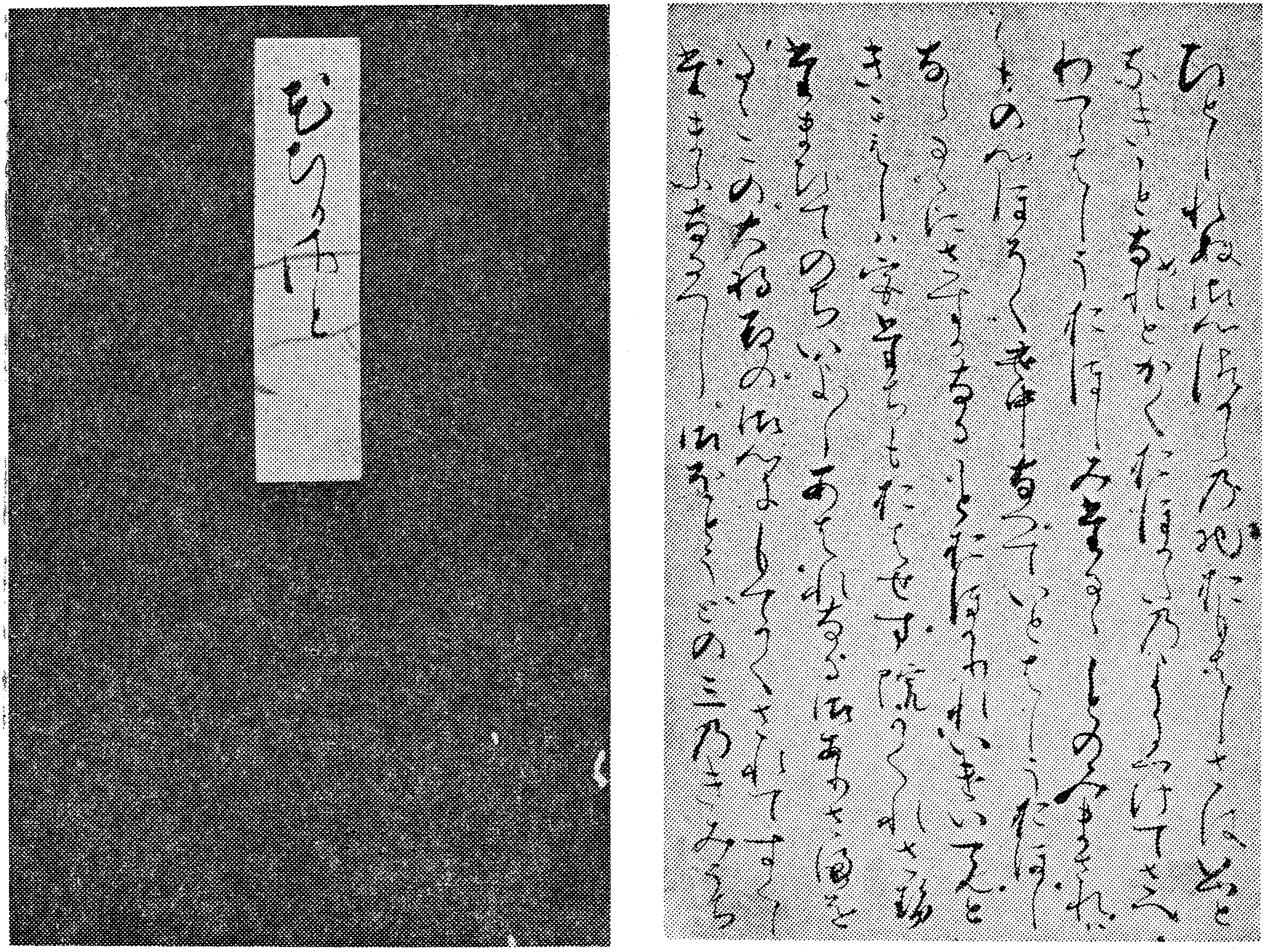
「花散里」巻

藤原定家自筆本源氏物語（ふじわらていかじひつほんげんじものがたり）とは、藤原定家により書写された『源氏物語』の写本のこと。「定家自筆本」などとも呼ばれる。

## 概要
藤原定家はさまざまな古典を書写し、本文を整えたことが知られており、『源氏物語』についても写本を作成したことが定家の日記『明月記』などの記述によって知られる。室町時代半ば以降主流となった青表紙本（この名称自体がこの藤原定家自筆写本に青い色の表紙が付されたとされることに由来するものであるが、現存する写本に付されている葵色の表紙はおそらくは後世になって付された物であると考えられるようになっている。）と呼ばれる本文系統の宗本にあたるものである。河海抄では「定家卿本」、光源氏物語本事では「京極中納言本」と呼ばれている。
定家の子孫は定家の子藤原為家の後、為家の嫡男為氏を祖とする二条家、為氏の弟・為教を祖とする京極家、為氏・為教の異母弟である為相を祖とする冷泉家の3家に分裂し、財政的な面での基盤である領地（荘園）とともに家業である和歌・古典の家であるための基盤である貴重な古写本類も奪い合いになった。冷泉家と近かった京極為兼は定家自筆の『源氏物語』は「定家の子藤原為家の時代に失われた」としているが、冷泉家と対立した二条家の二条為世が『延慶両卿訴陳状』に収められた陳状で述べるところによれば「青表紙源氏物語一部」が存在しており、おそらくは冷泉家の関係者が持っているのだろうとしている。その後中世末期まではばらばらではあるもののそれなりに現存したと見られているが、現在では「花散里」、「行幸」、「柏木」、「早蕨」、「野分」、「若紫」の6帖についてのみ定家自筆とされる写本が現存している。

## 『明月記』の記事
定家の日記である『明月記』には『源氏物語』の書写に関して何カ所かの記事が存在する。
- 嘉禄元年2月16日（1225年3月26日）条
前年（1224年（元仁元年））11月から家中の小女等に書写させた「源氏物語五十四帖」が出来上がり、昨日表紙付けを終え、今日その外題を書いて完成した。建久の頃に『源氏物語』（家の証本ともいうべき物）を盗まれて以来、長年証本作りを怠けてこの物がなかったが、漸く出来上がった。とはいうものの、なお狼藉不審の箇所は多々あり、必ずしも満足のいく出来でない。
- 嘉禄2年5月26日（1226年6月22日）条
承明門院姫宮から所望されたため「紅葉賀」「未通女」「藤裏葉」三帖を書き進ぜた。
- 安貞元年10月13日（1227年11月23日）条
室町殿から借りていた『源氏物語』二部を「家本」と「見合」せ「用捨其詞」して返上した。
- 寛喜2年3月27日（1230年5月11日）条
「桐壺」（と「紅葉賀」）を分担して書くよう命じられる。
- 同年3月28日（1230年5月12日）条
「桐壺」を書くこと渋る。
- 同年4月3日（1230年5月16日）条
「紅葉賀」を書終られず。
- 同年4月4日（1230年5月17日）条
『源氏物語』を書く間、発熱歯痛する。
- 同年4月6日（1230年5月19日）条
「桐壺」と「紅葉賀」を完成させて進呈した。
- 同年4月26日（1230年6月8日）条
「夕顔」巻は忠明中将が分担書写したことを知る。

## 元になった本と書写態度
この写本がどのような写本を書写したものであるのかは全く不明である。定家の父藤原俊成の所持本を元にした可能性を指摘されることがあるが、定家は「元々家には証本と呼びうる源氏物語の本があったが建久年間にそれを盗まれた。それ以後嘉禄元年まで定家の証本とすべき完本はなかった。」と述べており、また注釈書に引かれている俊成本の本文とこの定家本の本文は異なっている。
また、元となったただ一つの写本を忠実に写しとったのか、それとも複数の写本を比較したり、何らかの考察を加えて校訂を施したのかについても、かつては定家が選んだただ一つの写本（古伝本系別本）を忠実に写しとったと考えられていたが、『土佐日記』など定家の他の古典の書写に対する態度との比較や自筆本奧入に含まれる本文に対して校勘の跡が見られることなどから現在では仮名遣いなどを中心にある程度の手が加わっているとする見方が有力である。

## 特徴
池田亀鑑は、青表紙本の祖本たるこの定家自筆本の外形的な特徴をより多く維持している写本ほど本文の質についても青表紙本としての本文をよりよく維持しているとして、定家自筆本の特徴として以下のような点を挙げ、それをさまざまな写本について検討した結果、定家自筆本を除けば大島本を最も良質な青表紙本の写本、池田本をそれに次ぐ地位にある写本であるとし、この結果「定家自筆本→大島本→池田本」の順位でそれぞれ校異源氏物語及び源氏物語大成校異編の底本に採用した。
1. 縦七寸二分五厘、横四寸七分の胡蝶装であること。
2. 原表紙は無色無地の厚様鳥の子色であること。
3. 中央に巻名を記した仮の小紙片が貼り付けられていること。
4. 料紙は強靱な楮紙であること。
5. 行数・字詰めは一定ではないこと。（花散里は一面九行。柏木は一面九行、十行、十一行。行幸は一面十行。早蕨は一面九行）
6. 和歌は別行にした上で1ないし2字下げて書いてあること。
7. 旧注（藤原伊行の源氏釈）は本文中に付箋・合点・朱筆記入によって示していること。
8. 句読点・読点などは全く書き加えられていないこと。
9. 巻末に勘物（奥入）があること。

但しこれらの点については
- 1については冷泉家旧蔵の藤原定家自筆とされる「奥入」（個人蔵、国宝）は縦横の長さが同じ枡形本であること
- 9については青表紙本の本文を持つにもかかわらず巻末に勘物を持たない写本も多くあるだけでなく、平瀬本のように本文自体は河内本であるにもかかわらず巻末に奧入を持つ写本も存在すること。

のように当てはまらない事例も存在する。
写本の外形的な性質と本文の質を結び付けることについては、阿部秋生等から「本文の質の善悪の判断は、あくまで本文そのものの質を比較した結果を基にするべきであって、本文の質を比較した結果外形的な特徴が多く共通している写本がより良質の本文を保持しているという結論が出たのならともかくそのような調査も比較検討もなしに写本の外形的な性質と本文の質を結び付けるというのは考察の順序が逆ではないか」といった批判を受けるようになっている。

## 現存状況
現在、藤原定家自らが筆をとったとされる源氏物語の写本として「花散里」、「行幸」、「柏木」、「早蕨」、「野分」、「若紫」の6帖のみが断片的に現存しているが、その多くはさまざまな問題を含んでいるために定家筆としては扱われないこともある。
- 「花散里」（尊経閣文庫蔵）[4]
一面九行。帖末に『奥入』は無い。下記の「柏木」帖とともに同じ箱に入れられて加賀藩の藩主前田氏に伝来したものであり、外題は後柏原天皇の筆とされる。納めた箱には第三代藩主前田利常の筆で「花散里 柏木 定家卿筆」とある。寛永4年5月16日（1627年6月29日）付けの古筆了佐の添状が付されている。定家自筆と伝えられるものの全文が定家「風」の書体であり、定家自筆とは認め難い筆跡である。また、引歌が付箋に貼付されているが、それも定家筆ではない。校異源氏物語及び源氏物語大成校異編に底本として採用されている。

- 「柏木」（尊経閣文庫蔵 ）
一面九行、十行、十一行が混在。帖末に『奥入』（第一次）を有する。上記「花散里」帖とともに同じ箱に入れられて加賀藩の藩主前田氏に伝来したものである。第1丁表1行目「衛門のかむのきみ」から第11丁裏5行目「おとろ／＼し」までが定家筆と見られ、第11丁裏6行目「御かた／＼さま／＼に」以下最終50丁裏2行目「なれはこのきみゐさりなと」までは定家「風」筆である。帖末51丁表と裏には奥入が付載されているが、それも定家風筆で、定家自筆とは認め難い筆跡であり、定家が家中の子女に書かせたものと見られている。また、引歌が付箋に貼付されているが、それも定家筆ではない。校異源氏物語及び源氏物語大成校異編に底本として採用されている。

- 「早蕨」（安藤積産株式会社蔵）[5]
一面九行。帖末に『奥入』は無い。保阪潤治旧蔵本であるが、別本の保坂本とは別のものである。1935年（昭和10年）5月付けの「野崎・木村両家入札品目録」に現れ保阪潤治の所蔵となったとされる。校異源氏物語及び源氏物語大成校異編に底本として採用されている。長らく詳細な調査が行われていなかったが、2018年（平成30年）、後述する「行幸」巻と共に影印本が刊行された。1937年に重要文化財に指定されている[注釈 1]。現在は安藤積産株式会社の所蔵となっている[6]。

- 「行幸」（文化庁蔵）[7]
一面八行。帖末に『奥入』を有する。名古屋市某家の入札目録に現れて関戸家の所蔵となり「関戸本」として紹介される。校異源氏物語及び源氏物語大成には採用されていない。大津有一は「関戸家旧蔵本」とし、「現在の所有者は不明」としたが、玉上琢弥は「現在も名古屋の関戸家にあることを知り調査を願い出て許された」として自身の注釈付き校本である『源氏物語評釈』の底本として使用している[8]。玉上琢弥によれば明らかに定家筆とは異筆であり、定家が邸内の者に書かせたものではないかという。その後、2016年（平成28年）になって東京都内の業者から文化庁が購入しており、現在は同庁が保管している。2018年に先述した「早蕨」巻と共に影印本が刊行された。文化庁によると、この巻も加賀藩前田氏に伝来したもので、五十嵐道甫作の蒔絵箱に収められているという[9]。1935年（昭和10年）に重要美術品に認定され[注釈 2]、2018年に重要文化財に指定されている[注釈 3]。

- 「野分」（天理大学附属天理図書館蔵）[10][11]
定家筆と伝えられている写本であるが、定家の筆跡としては疑問が多く、鎌倉末期の書写と見られており、河内本に近い本文を含んでいるとされる。校異源氏物語及び源氏物語大成には採用されておらず、「定家本がある巻はこれを用いる」とされている玉上琢弥の『源氏物語評釈』にも用いられていないが、『新編日本古典文学全集』には上記のような問題点を認めつつも対校本文の一つに採用されている[12]。

- 「若紫」（大河内家蔵）
冷泉家時雨亭文庫（京都市上京区）が2019年（令和元年）10月8日、東京都の旧三河吉田藩主大河内松平家の子孫宅から発見したと発表。本文が記されてある紙が鎌倉期に多く見られる繊維が不揃いな「楮紙打紙（ちょしうちがみ）」が使われていたことなどから、定家本と断定した。存在が確認されていなかった帖の発見であるため、現在使用されている教科書の「若紫」の本文が書き換わる可能性があり、今後の検証が待たれる[13][14]。明治時代に作成された目録によれば、1743年（寛保3年）に福岡藩主黒田継高から老中松平信祝に贈られたものとされる[15]。

### 自筆本奧入
定家による源氏物語の注釈書「奥入」は、もともとはこの定家自筆本の各巻の巻末に書き付けられていた注釈を切り取って1冊の独立した注釈書に仕立てたものである。定家自筆の「奥入」が一部現存している（個人蔵、国宝）。この「自筆本奥入」には、奥入の成立の事情をそのまま反映した形で各巻巻末の本文が切り取られたままに残っているために、これも一つの「定家自筆本源氏物語」（の断簡）と見ることが出来る。

### 現存しない定家本
上記の現存する巻以外に、桐壺、帚木、花宴、葵、若菜下、橋姫については室町時代中期ないし末期までは定家自筆本が存在したらしい痕跡が存在する。また、「桐壺」、「帚木」、「花宴」、「若菜上下」、「柏木」、「橋姫」、「浮舟」については「定家の自筆本を字形・字詰・行数からミセケチ等の校訂の跡まですべてそのまま写した」とされている「東海大学図書館桃園文庫所蔵明融臨模本」が存在するためこの時期までは「臨模本」の元となった「定家自筆本」が存在したと考えられる。

## 複製本・影印本
1978年に「野分」の影印本と「花散里」・「柏木」の複製本が公刊されていたが、2018年に「行幸」「早蕨」の影印本が刊行されたことで、40年を経て定家自筆本5巻全ての刊行がなされることとなった。2019年に発見された「若紫」も2020年に印影本が刊行された。
- 天理図書館善本叢書和書之部編集委員会編 曽沢太吉解題『天理図書館善本叢書 和書之部 第30巻 源氏物語諸本集 2』天理大学出版部、八木書店、1978年（昭和53年）1月 ISBN 4-8406-9130-4
- 古典籍覆製叢刊刊行会編『青表紙原本 源氏物語 花ちるさと かしは木 花ちるさと かしは木 二帖』雄松堂書店、 1978年（昭和53年）11月
- 藤本孝一編・解題『定家本 源氏物語 行幸・早蕨』八木書店、2018年（平成30年）1月 ISBN 978-4-8406-9765-1
- 大河内元冬監修・藤本孝一編・解題『定家本 源氏物語 若紫』八木書店、2020年（令和2年）3月 ISBN 978-4-8406-9770-5